# Ion Hortopan (general)
Ion Hortopan (n. 12 martie 1925, Turcinești, România – d. 6 aprilie 2000, București, România) a fost un general român, politician comunist. Ion Hortopan a fost deputat în Marea Adunare Națională în sesiunea 1975 - 1980. Ion Hortopan a îndeplinit  funcția de șef al Marelui Stat Major al Armatei Române în perioada 1976-1980 și a fost membru deplin al CC al PCR . În calitate de comandant al Comandamentului Infanteriei și Tancurilor, el a îndeplinit un rol cheie în reprimarea evenimentelor din decembrie 1989, de la București. Ion Hortopan a fost membru de partid din 1945.

## Cariera militară
Ion Hortopan s-a născut la data de 12 martie 1925, în comuna Turcinești (județul Gorj). A ales cariera militară în anul 1948, fiind numit instructor de tineret la Regiunea a 3-a Militară. În anul 1949 este numit comandant de batalion. 
Urmează cursuri de formare și specializare pe timpul stagiului militar, precum și Facultatea de Arme Întrunite din cadrul Academiei Militare Generale. Este numit apoi în funcția de șef al Biroului 3 din Secția a 2-a a Direcției Cadre a Forțelor Armate Române. Începând din anul 1955, a îndeplinit funcțiile de locțiitor al comandantului la Regimentul 156 Mecanizat și la Regimentul 106 Mecanizat, ofițer 1 în Direcția Pregătire de Luptă, locțiitor de comandant la Divizia 1 Mecanizată și comandant al Diviziei 11 Mecanizate (1967-1973). A fost înaintat la gradul de general-maior (cu o stea) în 20 august 1969.
Apoi, în perioada 7 iunie 1973 - 28 iunie 1976, a fost comandant al Armatei a 3-a, dislocată la Cluj. A fost înaintat la gradul de general-locotenent (cu 2 stele) la 19 august 1974.
La data de 1 iulie 1976, generalul-locotenent Ion Hortopan a fost numit în funcția de șef al Marelui Stat Major al Armatei Române și prim-adjunct al ministrului Apărării Naționale. A îndeplinit această funcție până la data de 31 martie 1980. A fost numit apoi în funcția de comandant al Comandamentului Infanteriei și Tancurilor, funcție pe care a deținut-o în perioada 1980-1990. A fost înaintat la gradul de general-colonel (cu 3 stele) în 23 august 1984.
Generalul Ion Hortopan a fost ales ca membru al Comitetului Central al PCR cu ocazia Congreselor al XI-lea (noiembrie 1974) și al XII-lea (noiembrie 1979). El a fost decorat cu Ordinul "Meritul Militar", Ordinul "Tudor Vladimirescu" - clasa III, Ordinul "Apărarea Patriei" - clasa III.

## Activitatea sa în timpul Revoluției
În timpul Revoluției din decembrie 1989, generalul Hortopan a condus personal represiunea armată la baricada de la Hotelul Intercontinental din 21 decembrie 1989, represiune ordonată de către ministrul apărării, Vasile Milea, la cererea expresă a lui Nicolae Ceaușescu.
La ora 16.15, comandantul Comandamentului Infanteriei și Tancurilor, general-colonelul Ion Hortopan, a ordonat maiorului Dorel Amariucăi să mai cheme din cazarmă, la Hotelul Intercontinental, încă 100 militari, folosind 8 autocamioane de la Autobaza MApN care, împreună cu cele 10 TAB-uri ale UM 01305 București, să pătrundă spre Piața Palatului. 
În jurul orei 17.30 s-a intrat cu TAB-urile în manifestanți făcându-se primele victime în fața Sălii Dalles. Represiunea din centrul Capitalei a durat până după miezul nopții. Conducătorul  TAB-urilor care au străpuns baricada de la Hotelul "Intercontinental", maiorul Gh. Carp, a fost felicitat de Hortopan pentru curajul manifestat.  În această represiune, 39 de manifestanți au fost uciși, iar mulți alții răniți. Cei care au rămas în piață au fost împrăștiați cu jeturi cu apă. 
De asemenea, colonelul Corneliu Pârcălăbescu, șeful de Stat Major al Gărzilor Patriotice, își amintește de rolul jucat de generalul Hortopan în timpul Revoluției: "L-am văzut la un moment dat și pe gen. Hortopan, care a primit, direct de la ministrul Vasile Milea, ordinul de a înlătura baricada care se formase. Am fost de față când, după un timp, au apărut mai multe tancuri, iar unul dintre acestea a intrat în baricada care era deja incendiată. Nu știu dacă acel tanc a strivit sau nu oameni, însă în mod sigur acolo se aflau persoane dintre cele care protestau și am auzit oameni urlând".
Generalul Corneliu Bărbulescu, pe atunci colonel și șef al Secției Cercetare din cadrul Direcției de Informații a Armatei (DIA), comentează evenimentele din noaptea de 21 decembrie 1989 în felul următor: "La un moment dat, ieșind din birou, am văzut-o pe Elena Ceaușescu, care se plimba nervoasă pe unul dintre holuri. Atunci l-am văzut pe generalul Hortopan care se îndrepta către Elena Ceaușescu. În mod evident acesta venea din afara sediului CC al PCR. Ajuns lângă aceasta, Hortopan i-a raportat: «I-am terminat! I-am dus pe toți până la Piața Unirii». Elena Ceaușescu nu a avut nici o reacție verbală și a continuat să se plimbe pe hol".
Generalul-colonel Ion Hortopan a fost trecut în rezervă la 24 februarie 1990 prin Decretul nr. 137 al Consiliului Provizoriu de Uniune Națională.  La începutul anilor '90, generalul Hortopan își dădea cuvântul de general al armatei române că nu a ordonat să se tragă la Intercontinental în decembrie 1989. 
Generalul de corp de armată (r.) Ion Hortopan, fost șef al Comandamentului Infanteriei și Tancurilor și personaj cheie al evenimentelor din decembrie 1989 de la București, a încetat din viață la data de 6 aprilie 2000, fiind înmormântat cu onoruri militare. 

## Distincții
- Medalia „A cincea aniversare a Republicii Populare Române” (24 decembrie 1952) „pentru lupta și munca duse în vederea făuririi, consolidării și prosperării Republicii Populare Române”[12]
- Medalia „40 de ani de la înființarea Partidului Comunist din Romînia” (6 mai 1961) „pentru merite în activitatea de partid și întărirea regimului democrat-popular”[13]
- Ordinul „Apărarea Patriei” clasa a III-a (16 decembrie 1972) „pentru merite deosebite în opera de construire a socialismului, cu prilejul aniversării a 25 de ani de la proclamarea Republicii”[14]